# Castillo de Berroquejo
El Castillo o Torre de Berroquejo o Barroquejo es una fortificación ubicada en el municipio de Jerez de la Frontera, en la provincia de Cádiz. Se encuentra situada a unos 10 km de Medina Sidonia, en su camino a Jerez de la Frontera, cerca del cruce que conduce a Puerto Real. Es Bien de Interés Cultural, con categoría de Monumento (código: 110200039).

## Estado
Sólo persiste una torre cuadrada sin cubierta en cuyas esquinas se aprecian los arranques de la bóveda. No queda prácticamente nada de la cerca, si bien se distinguen restos de paredones.

## Localización
Su construcción se realizó junto al camino que conectaba Jerez con Gibraltar, camino que actualmente se ha convertido en la Autovía Jerez - Los Barrios.

## Historia
Construido en el siglo XIII. Citado con el nombre de Berrueco, también ha sido considerado como uno de los posibles lugares donde estuvo Doña Blanca presa por orden de Pedro I. Puede considerarse como una de las fortalezas alfonsinas de la Orden de Santa María de España.